# 一刀傾城
《一刀傾城》是一部由羅維出品及監製，耗資1800萬港幣拍攝而成的香港電影，在1993年7月上映，導演洪金寶，主演狄龍、楊凡、楊麗菁、關之琳，上映後票房198萬港幣。故事取材自戊戌變法及大刀王五的事跡。

## 角色名單
| 演員   | 角色                         |
| ------ | ---------------------------- |
| 楊凡   | 王五                         |
| 狄龍   | 譚嗣同                       |
| 趙長軍 | 袁世凱                       |
| 楊麗菁 | 九斤                         |
| 鄒兆龍 | 小川，另擔任演員關之琳的替身 |
| 黃錦江 | 奕親王                       |
| 關之琳 | 顏夕                         |
| 劉洵   | 敖白                         |
| 彥凱   | 步亭                         |
| 王振田 | 陶安                         |
| 田俊   | 匪首                         |
| 洪金寶 | 萬山                         |

## 外部連結
- 香港影庫上《一刀傾城》的資料（繁體中文）
- 豆瓣电影上《一刀傾城》的資料 （简体中文）